# Макаричев Михайло Іванович
Михайло Іванович Макаричев (2 червня 1919 — 16 червня 1991) — радянський військовик-артилерист, Герой Радянського Союзу (1944).

## Біографія
Народився 2 червня 1919 року в селі Гуляєвка (зараз Сурський район Ульяновської області Росії) в сім'ї службовця. Росіянин. Закінчив 7 класів. Працював у колгоспі.
У Червоній Армії з 1936 року. У 1938 році закінчив Сумське артилерійське училище. 
На фронтах німецько-радянської війни з серпня 1941 року. 
Будучи командиром 496-го винищувально-протитанкового артилерійського полку (6-а гвардійська армія, 1-й Прибалтійський фронт) майор Макаричев 24 червня підійшов до річки Західна Двіна. Під прикриттям  2-х батарей почав переправляти підрозділи на лівий берег річки в районі села Дубище (Бешенковицький район Вітебської області). Форсувавши річку, підтримував вогнем бій частин за розширення плацдарму.
22 липня 1944 року майору Макаричеву Михайлу Івановичу було присвоєно звання Героя Радянського Союзу з врученням ордена Леніна і медалі «Золота Зірка» (№ 3837).
Після війни М.І.Макаричев продовжував службу в армії. 
У 1954 році закінчив Військову академію імені М.В. Фрунзе. 
З 1976 року генерал-лейтенант Макаричев в запасі. Жив у Москві. Помер 16 червня 1991 року. Похований у Москві на Троєкуровському кладовищі.